# N-03C

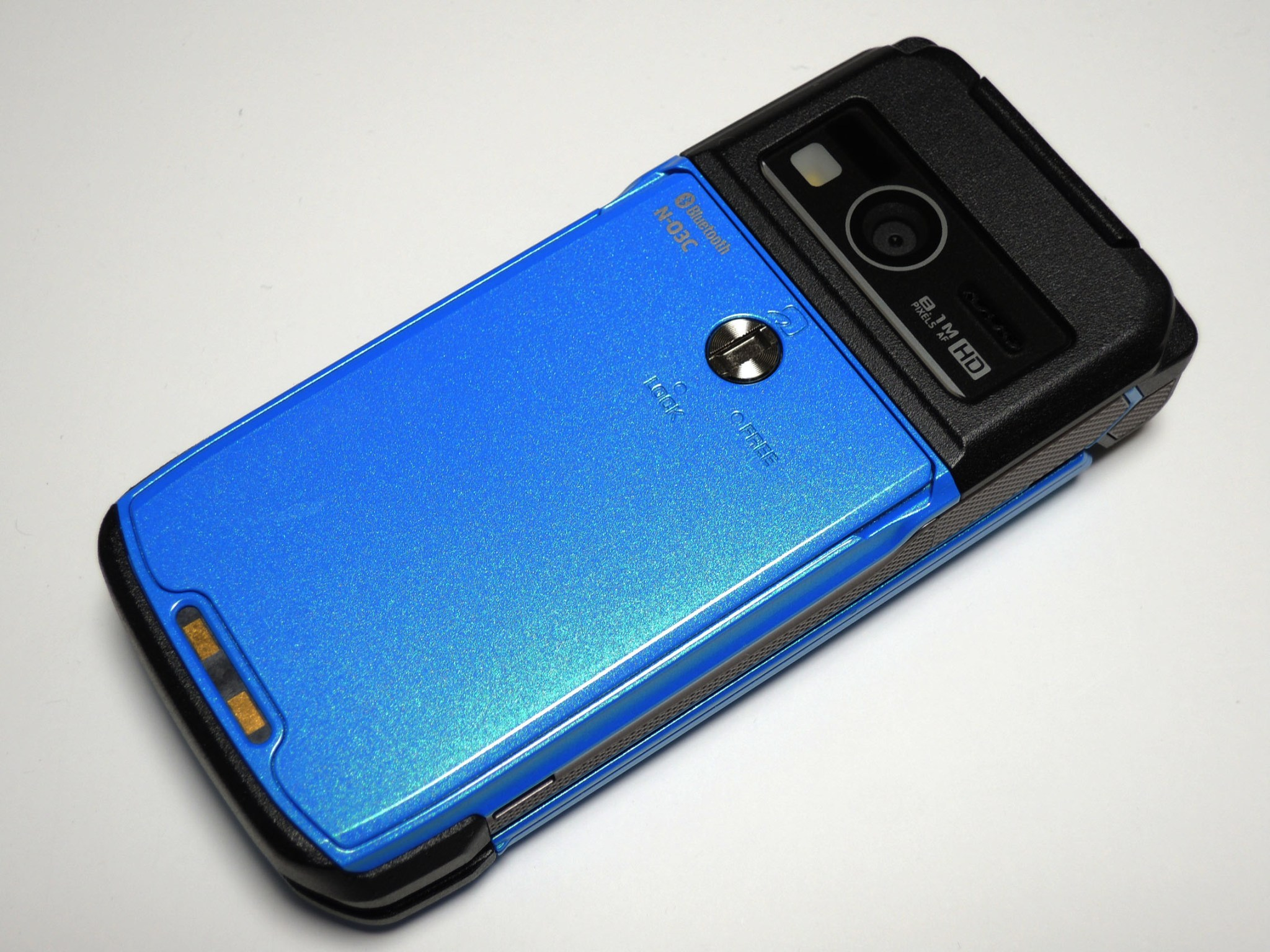
メインカメラおよび電池カバー側。カバーは回転式ロックノブ構造（銀の丸い部品）を採用。

docomo PRIME series N-03C（ドコモ プライム シリーズ エヌ ゼロ さん シー ）は、NECカシオ モバイルコミュニケーションズによって開発された、NTTドコモの第三世代携帯電話（FOMA）端末である。docomo PRIME seriesの端末。

## 概要
- NECブランドの端末では初となる耐衝撃性能（MIL規格基準「アメリカ国防省制定の評価基準」）を備えており、IPX5/IPX8相当の防水機能・IP5X相当の防塵性能も備えている。
- 耐衝撃性を強化するため、端末の四隅には車のバンパーなどにも使われている「エラストマー素材」のプロテクターが配されており、フロントケースにはステンレス板を、メインディスプレイ部分には強化ガラスで有名な「ゴリラガラス」を採用し強度を高めている。また電池カバーは回転式ロックノブ構造となっており、多少の衝撃を受けても外れにくい構造となっている。
- 音楽面では新たにMP3規格のフォーマットとAudysseyの音響技術をサポート・再生対応している。またドルビーモバイルを搭載しているため、3次元の音響を楽しむこともできる。
- BURTON WHITEはスノーボードブランド「BURTON」とのコラボレーションモデルであり、フロント部には木目調のRURTONの大きなロゴマークがプリントされていたり決定キーには雪山がのマークが刻印されている。またカメラのレンズ周りには「WE STAND SIDEWAYS（いつも横乗り）」というBURTONのコーポレートメッセージが刻印されている。ドライブモードの車のマークにはスキーキャリアがついている。そのほか待ちうけ画面やメニュー画面、アイコンなどもBURTONオリジナルのものとなっており、スノーボードのバンクーバーオリンピック代表の國母和宏選手の着ボイスが用意されている。

- カメラ機能としてはNECの得意分野である「瞬撮」カメラが搭載されており、すぐに起動し、すぐに撮影できる。カメラはソニー製のCMOSセンサー「Exmor for mobile」を搭載し、オートフォーカス、6軸手振れ補正+被写体ブレ補正機能、自動シーン判別機能のほか、ISO最大25600相当高感度撮影が可能となっている。また最大108枚連写が可能となる。
動画撮影でもハイビジョンムービーの撮影も可能となっている。

- 2010-2011年NECカシオの冬春モデルで搭載されているテキスト入力したメールを1度の操作でデコメ絵文字やデコメピクチャ入りのメールに変換する「かんたんデコメ機能」や、ダウンロードしたデコメ絵文字に読み仮名登録をし、変換候補にする「デコメ絵文字読み登録機能」が搭載されている。またアイコンをデコメ絵文字にすることができ、自分だけのアイコン表示をおこなうことができる。サクサクメール機能として、文字入力のレスポンスが早くキーの打鍵速度が「1秒間に約10回」打てる人でも反応する仕様になっている。辞書機能でもみんなNらんど」からダウンロードして辞書を追加することも可能となっている。
- 今まで富士通製の携帯電話に多く搭載されていた「シークレット機能」が充実している。シークレット登録した人のメールのシークレットフォルダへの自動転送や発着信履歴の非表示、電池アイコンの変化で、シークレット着信を知らせてくれる。

| 主な対応サービス                   | 主な対応サービス                                                    | 主な対応サービス                       | 主な対応サービス                                      |
| ---------------------------------- | ------------------------------------------------------------------- | -------------------------------------- | ----------------------------------------------------- |
| タッチパネル                       | FOMAハイスピード7.2Mbps(受信)／5.7Mbps(送信)                        | Bluetooth                              | DCMX／おサイフケータイ                                |
| iアプリオンライン／地図アプリ      | 直感ゲーム／メガiアプリ                                             | iウィジェット                          | マチキャラ／iコンシェル(※)                            |
| ホームU／ポケットU                 | GPS／ケータイお探し                                                 | デコメール／デコメ絵文字／デコメアニメ | iチャネル                                             |
| 着もじ                             | テレビ電話／キャラ電                                                | ケータイデータお預かりサービス         | フルブラウザ                                          |
| おまかせロック／バイオ認証         | 外部メモリーへiモードコンテンツ移行／ユーザーデータ一括バックアップ | トルカ                                 | iC通信／iCお引越しサービス                            |
| きせかえツール／ダイレクトメニュー | バーコードリーダ／名刺リーダ                                        | 2in1                                   | エリアメール／ソフトウェアーアップデート自動更新      |
| GSM／3Gローミング（WORLD WING）    | 着うたフル／うた・ホーダイ                                          | Music&Videoチャネル／ビデオクリップ    | デジタルオーディオプレーヤー(WMA)(AAC)(SD-Audio)(MP3) |

※オートGPS対応

## 搭載アプリ
以下のiアプリが購入時に端末にプリインストールされている。その他dマーケットなどから様々なアプリケーションをダウンロードして利用することができる。
| アプリ名                                                 | 概要 |
| -------------------------------------------------------- | --- |
| 塊魂モバイル体験版                                       | 塊（カタマリ）を転がし大きくしていく、ロマンチックアクションゲーム |
| リッジレーサーズモバイル体験版                           | モーションセンサーに対応したレースゲーム |
| 二ノ国ホットロイトストーリーズ 第1章「オリバーとマーク」 | スタジオジブリがアニメーションを制作するファンタジーRPG「二ノ国」 |
| コミック／小説ビューア                                   | 話題のコミックや小説を立ち読みできるアプリ |
| ファミスタワイヤレス FM版                                | ユーザー同士の熱い対戦を楽しめる国民的野球ゲーム |
| 音楽パズルルミネス                                       | 音楽&プレイと連動したパズルゲーム |
| いっしょにデコ                                           | お互いのFOMA端末をかざすだけで一緒に撮影した静止画にスタンプやデコレーションができるiアプリタッチ対応アプリ                                                                                           |
| iアバターメーカー                                        | iアバターを作成するアプリ。 |
| フォト文字クリエイター                                   | カメラで撮影した画像やデータBOX内の画像に、メッセージやスタンプ画像を貼り付けるなど、画像加工が簡単にできるアプリ                                                                                     |
| ドコモWebメール                                          | パソコンからも、FOMA端末からも利用できるメールサービス「ドコモWebメール」のアプリ |
| i Bodymo アプリ                                          | 「歩く」「食べる」など普段やっていることを楽しみながら続けられる健康サポートサービス「i Bodymo（iボディモ）」のアプリ                                                                                 |
| モバイルgoogleマップ                                     | Googleマップを表示して地域情報やストリートビューなどを表示できるアプリ |
| 日英版しゃべって翻訳 for N                               | 音声入力により、主に旅行で使われる言葉を日本語から英語、英語から日本語に翻訳するアプリ |
| Gガイド番組表リモコン                                    | テレビ番組表の表示やAVリモコンの機能を持ったアプリ |
| iD設定アプリ                                             | おサイフケータイを使った、クレジット決済サービスiDの設定アプリ |
| DCMXクレジットアプリ                                     | NTTドコモが提供するクレジットサービス、DCMXの設定アプリ |
| モバイルSuica登録用iアプリ                               | モバイルSuica契約用のiアプリ |
| iアプリバンキング                                        | モバイルバンキングを簡単に利用するためのアプリ |
| マクドナルド トクするアプリ                              | 日本マクドナルドのかざすクーポンなどを利用するためのアプリ |
| 地図アプリ                                               | GPSを利用して、目的地の検索や交通手段を使ったルートを表示するアプリ |
| 楽オク☆アプリ                                            | 楽天オークション用のアプリ |
| iWウォッチ                                               | iウィジェット画面でグラフィカルに時計や電池残量を確認することができるアプリ |
| Start! iウィジェット                                     | iウィジェットの使い方をムービーで見ることができるiアプリ |
| お天気予報ウィジェット for N                             | 登録地域の雨レーダーと今日・明日の天気をいつでもチェックできるアプリ |
| 駅探 乗換案内                                            | 発到着駅を入力するだけで最適経路を案内する駅探謹製のiウィジェット |
| ROID ウィジェット2                                       | モバイルサイト「ROID」の更新情報などを通知してくれるiウィジェット。 |
| 株価アプリ                                               | 指定銘柄の株価情報を表示するアプリ。 |
| かざす請求書                                             | 毎月のドコモの利用料金の情報をおサイフケータイに取得し、請求書が無くてもコンビニエンスストアで決済できるアプリ。（本サービスはセブン-イレブンのみ対応。そのため、電子マネー「nanaco」での支払も可能） |
| FOMA通信環境確認アプリ                                   | FOMAハイスピードエリアやマイエリアを利用できるかを確認することができるiアプリ。 |
| ドコモ料金案内                                           | 通話料やパケット通信料の履歴を確認できるアプリ。 |
| モバイルAMCアプリ                                        | おサイフケータイを利用して、ANAの各種サービスが利用できるアプリ。 |
| ビックポイント機能付きケータイ                           | おサイフケータイを利用して、ビックカメラの「ビックポイントカード」として利用できるアプリ。 |
| ヨドバシゴールドポイントカード                           | ヨドバシカメラの「ヨドバシゴールドポイントカード」として利用できるアプリ。 |

## 歴史
- 2010年11月8日 - NTTドコモより発表。
- 2011年1月8日 - 発売開始

## 不具合
- 2011年3月9日に以下の不具合の修正がソフトウェアアップデートによって行われた。[1]
  - メール受信時にサブディスプレイに送信元などの情報が表示されない場合がある。